# Yuen Long Kau Hui

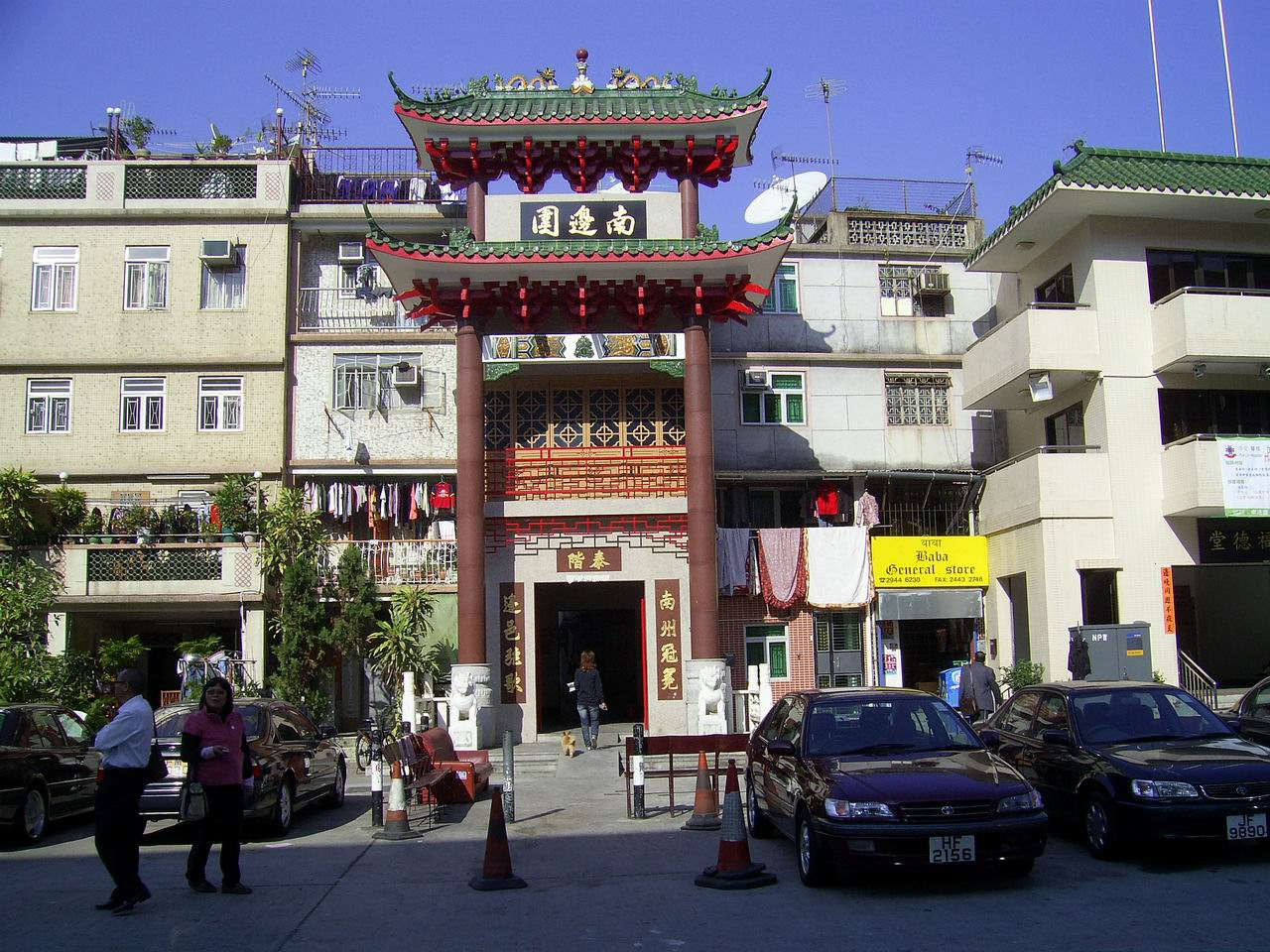
Porte d'entrée du village fortifié de Nam Pin Wai.

Yuen Long Kau Hui (chinois traditionnel : 元朗舊墟, ou en anglais, anglais : Yuen Long Old Market, que l'on peut traduire en français par : Vieux Marché de Yuen Long) est un quartier de Yuen Long, dans le district de Yuen Long, dans l'ouest des Nouveaux Territoires de Hong Kong, en République populaire de Chine.

## Géographie

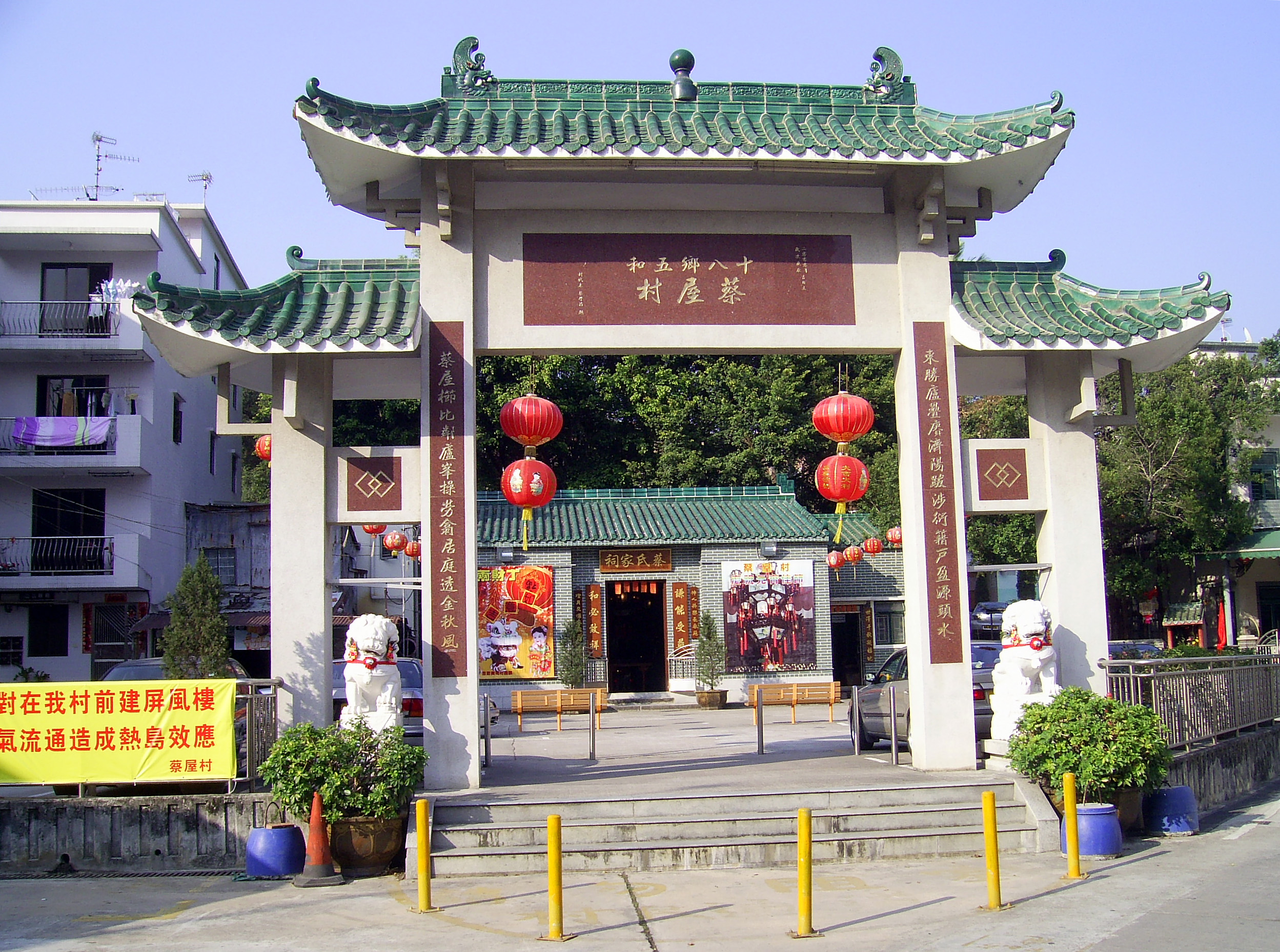
Entrée traditionnelle de Choi Uk Tsuen.

Yuen Long Kau Hui est situé dans le nord-est de la ville de Yuen Long, au sud d'une petite colline et juste au nord de la station de métro de Yuen Long (réseau MTR). Le quartier est constitué de plusieurs villages qui font partie de la Shap Pat Heung Rural Committee. À partir de l'ouest jusqu'à l'est, les villages principaux sont les suivants :
- Sai Pin Wai (西邊圍), un village fortifié
- Nam Pin Wai (南邊圍), un village fortifié
- Tung Tau Tsuen (東頭村)
- Tsoi Uk Tsuen ou Choi Uk Tsuen (蔡屋村)
- Ying Lung Wai (英龍圍), un village fortifié
- Tai Wai Tsuen (大圍村), un village fortifié
- Wong Uk Tsuen (黃屋村)

Mais aussi :
- Shan Pui Tsuen (山背村) qui est situé au nord de la colline. Un petit bateau près de l'entrée de ce village effectue la traversée de la rivière Shan Pui vers Nam Sang Wai au nord[2].
- Tai-Kiu Tsuen (大橋村) qui est situé à l'ouest des principaux villages en face de la rivière et directement au sud de la station de métro de Long Ping (réseau MTR).

## Histoire

### Le marché

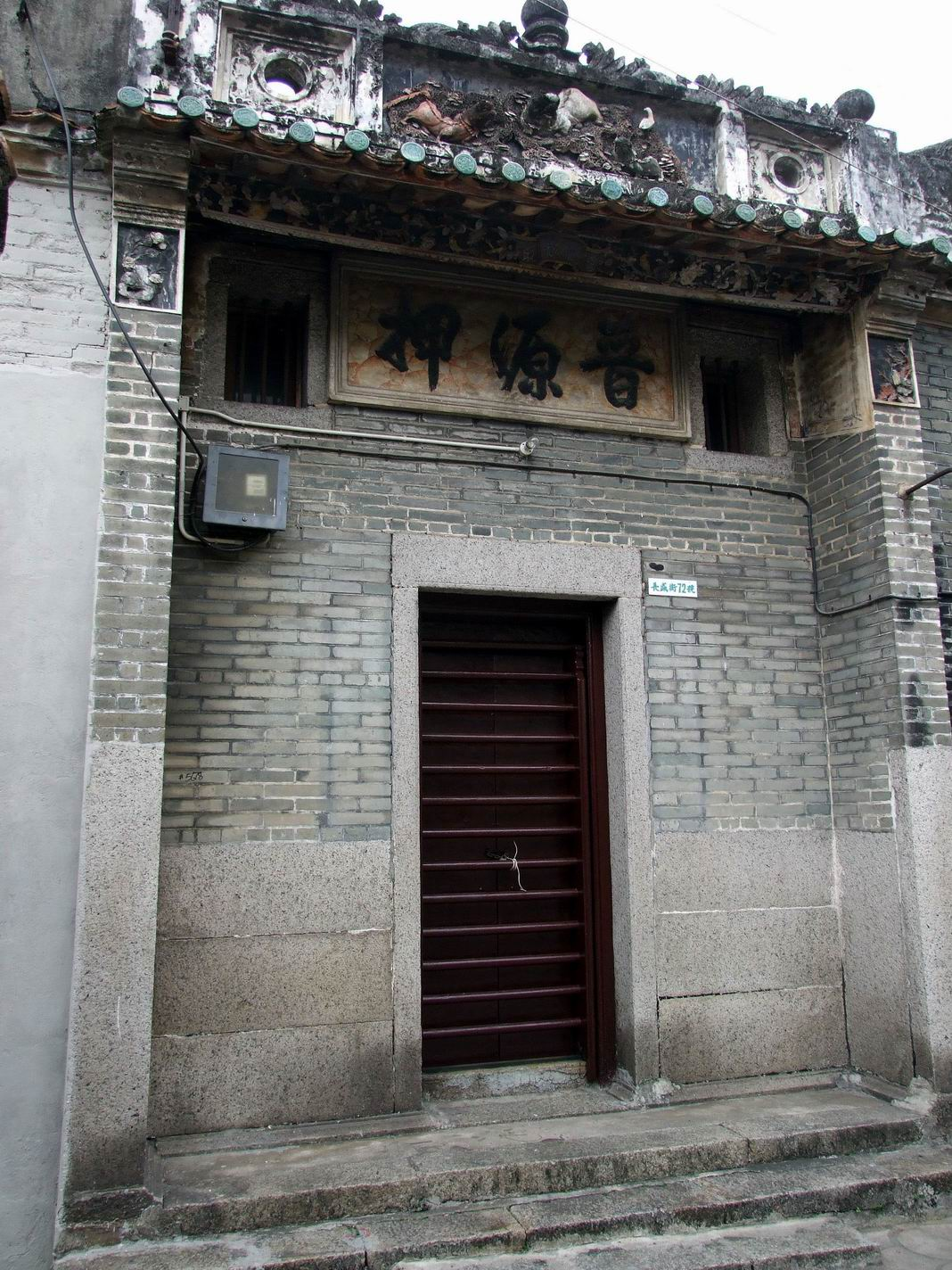
Une boutique de prêteur sur gage sur Cheung Shing Street.

À l'origine, la ville de Yuen Long ne se situait pas à l'endroit le plus animé de la ville actuelle, à savoir sur Yuen Long Main Road (元朗大馬路) qui est une partie de la Castle Peak Road, mais sur le bord de mer. Le premier marché de Yuen Long a été mis en place et développé à la fin de la dynastie Ming (1368-1644) au sud de la route principale à Tai-Kiu Tun (大橋墩) près de Tai Kei Leng (大旗嶺) par Tang Man-wai (鄧文蔚), un magistrat du district de Longyou de la province du Zhejiang. En 1669, pendant le règne de l'Empereur Kangxi de la dynastie Qing, une interdiction sur navigation côtière de huit ans, durant laquelle la plupart de la population hongkongaise avait été évacuée, fut levée. La même année et pour des raisons politiques, le marché a été déplacé au nord de la zone qui est maintenant connue sous le nom de Yuen Long Kau.
Les agriculteurs, les hommes vivants sur leurs bateaux et les commerçants qui venaient des côtes des districts limitrophes de la province du Guangdong, vendaient produits agricoles et autres produits de première nécessité sur les marchés pour les habitants de l'ouest des Nouveaux Territoires. Maisons de commerce, auberges, habitations, temples ainsi que les vendeurs de rue qui se rassemblaient dans les rues ont transformé la ville en un centre commercial et culturel. Les temples étaient construits pour le culte et pour juger des litiges. Les jours de marchés ou xuri (墟日), étaient programmés aux 3e, 6e et 9e jours des trois périodes de dix jours de chaque mois lunaire. Les marchés débutaient à partir de 6 heures du matin et se terminaient à la tombée de la nuit. Deux porches d'entrée, Tung Mun (東門) à l'est et Nam Mun (南門) au sud, étaient fermés après les heures d'ouverture du marché afin d'empêcher les vols. À son apogée au début du XXe siècle, le Hui possédaient environ cents boutiques. Le marché était sous la gestion de Kwong Yu Tong (光裕堂), une fiducie d'une branche des Tang à
Kam Tin.
Après la concession d'un bail emphytéotique sur l'ensemble des Nouveaux Territoires en 1898, les Britanniques ont construit la Castle Peak Road pour relier les principales villes des Nouveaux Territoires et Kowloon. Les villageois ont proposé de déplacer le marché à la route principale en face de la rivière. Yuen Long San Hui (元朗新墟, littéralement Nouveau Marché de Yuen Long), a été créé en 1915 mais après la Seconde Guerre mondiale Yuen Long Kau Hui est entré dans une phase de déclin puisque la plupart de ses commerces ont mis la clé sous la porte.

### Les villages

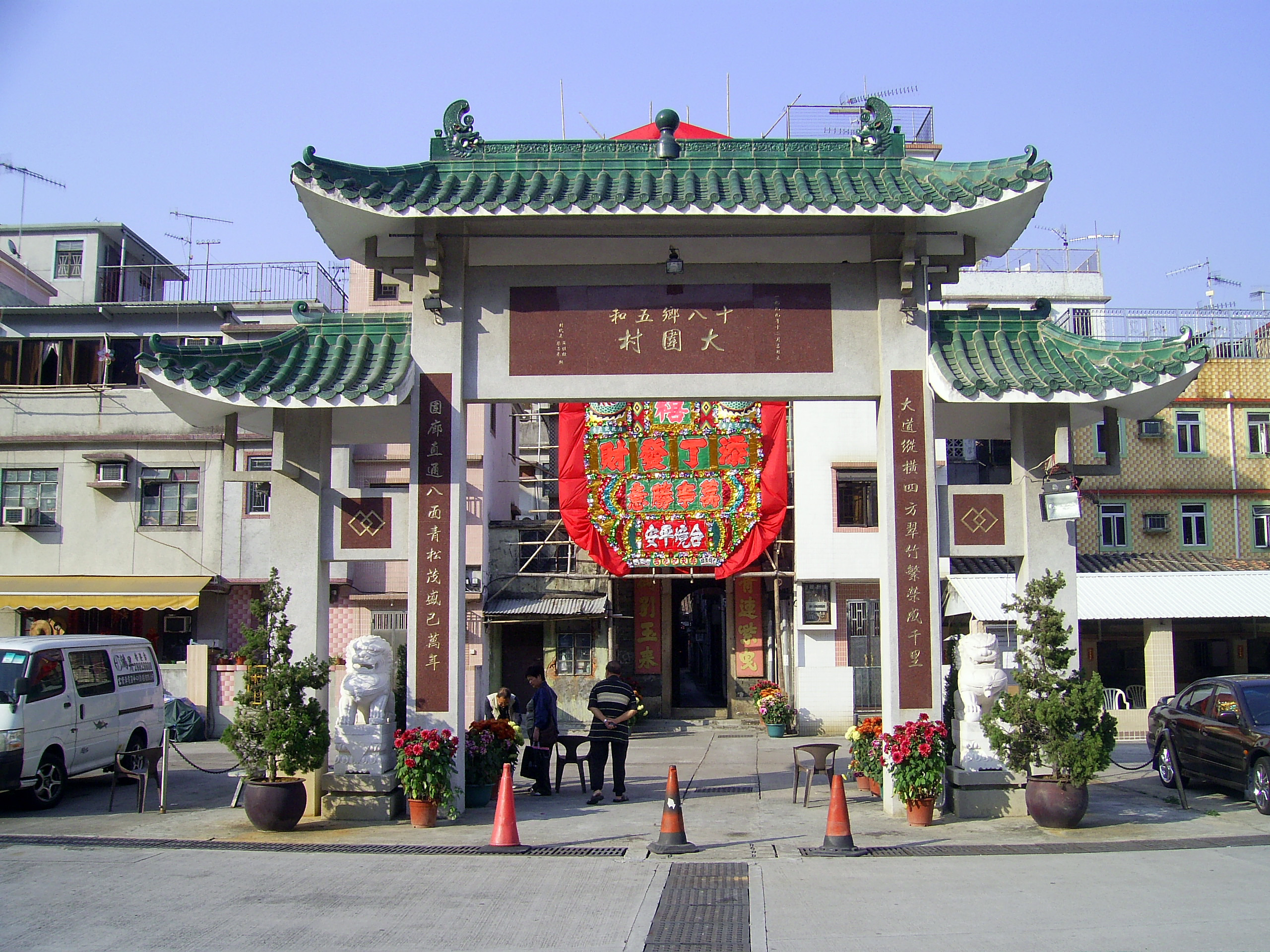
Porche traditionnel de Tai Wai Tsuen.

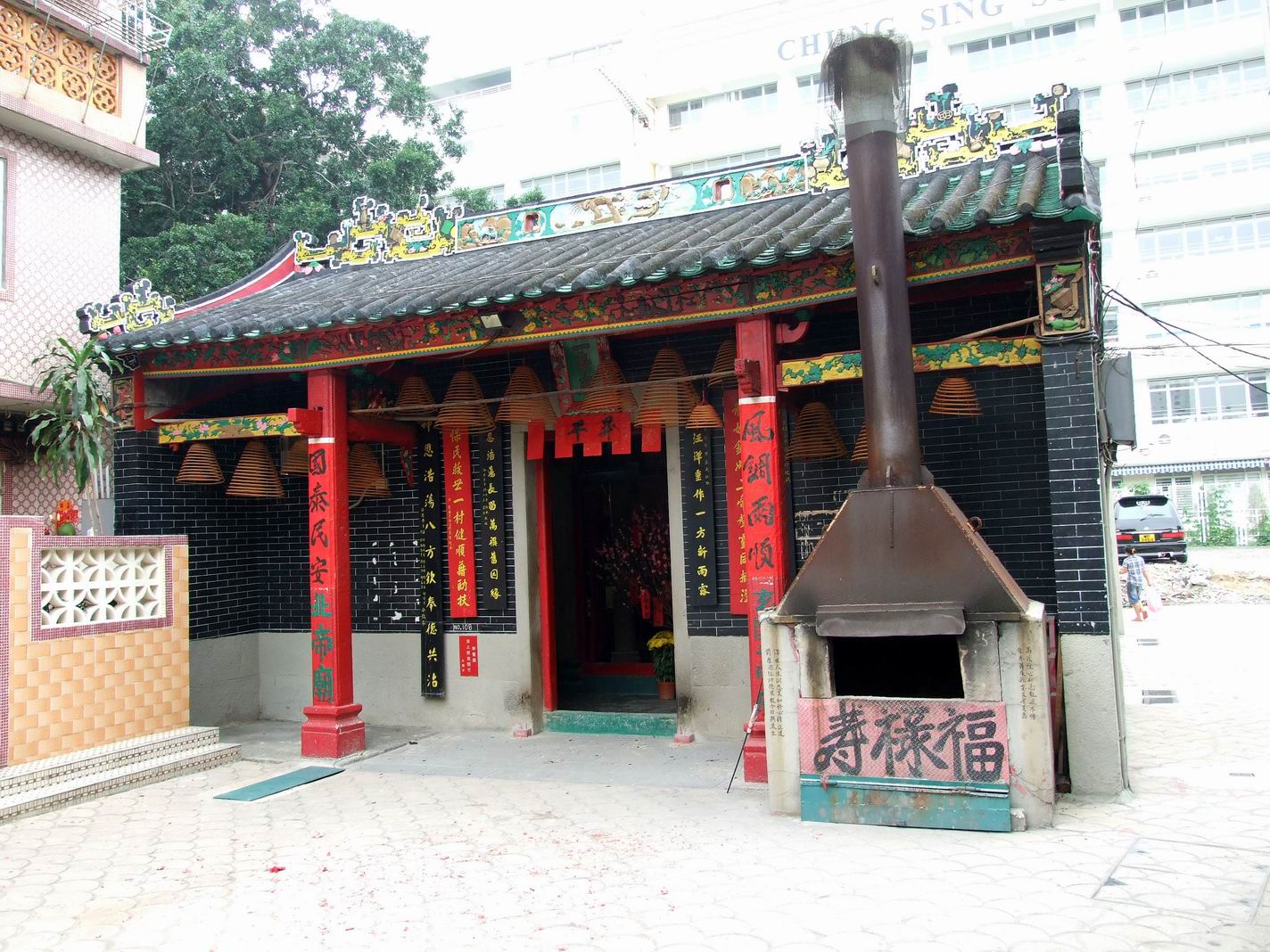
Le temple de Yuen Kwan Tai Yi Temple sur Cheung Shing Street.

- Sai Pin Wai est situé à l'ouest du marché. Le village se compose principalement de cinq rangées de maisons à l'ouest. Il a été fondé par le clan Tang de Kam Tim, probablement au XVIIe siècle et regroupa plus tard de nombreux clans Punti : les Ng (吳), les Lau (劉), les Fan (樊), les Tang, les Cheng (鄭), les Leung (梁), les Wong (黃) et les Lam. Le clan Lam, provenant de la localité de Xixiang (西鄉) dans le comté de Bao'an de la province du Guangdong, s'installe dans le village en 1626[4].
- Nam Pin Wai a été construit par les membres du clan Tang.
- Tung Tau Tsuen (en français le village à l'est) est, comme son nom l'indique, situé à l'est de l'ancien marché. Il a été créé au XVIIe siècle par les membres de plusieurs clans, dont les Chans (陳) qui constitue le groupe le plus important, ainsi que d'autres qui sont les Lok (駱) et les Li (李) qui proviennent de la ville de Dongguan. À l'origine, le village était appelé Chan Lok Li Tsuen (陳駱李村) et l'église Saint-Pierre-et-Saint-Paul, située au no 201 Castle Peak Road à Yuen Long, fut construite en 1925 dans Tung Tau Tsuen. Mais elle fut déplacée et reconstruite en 1958 sur le site de Castle Peak Road.
- Choi Uk Tsuen
- Ying Lung Wai a été créé pour des raisons liées à la pratique du feng shui par une branche des Tang de Kam Tin, qui à l'origine était installée à Nam Pin Wai.
- Wong Uk Tsuen
- Shan Pui Tsuen a été créé par Lam Siu-yuen (林兆元), un membre de la 13e génération du clan Lam, qui a quitté Tai Wai Tsuen au début du XIXe siècle.
- Tai-Kiu Tsuen (en français Le village du Grand Pont) a, comme son nom l'indique, un pont en pierre situé dans sa partie ouest. Le village a été fondé il y a environ 400 ans par quatre clans : les Chan (陳), les Tang (鄧), les Tse (謝) et les Leung (梁). Les Tangs sont probablement venus de Ping Shan et les Chans du comté de Bao'an.

### Les villages d'alliance

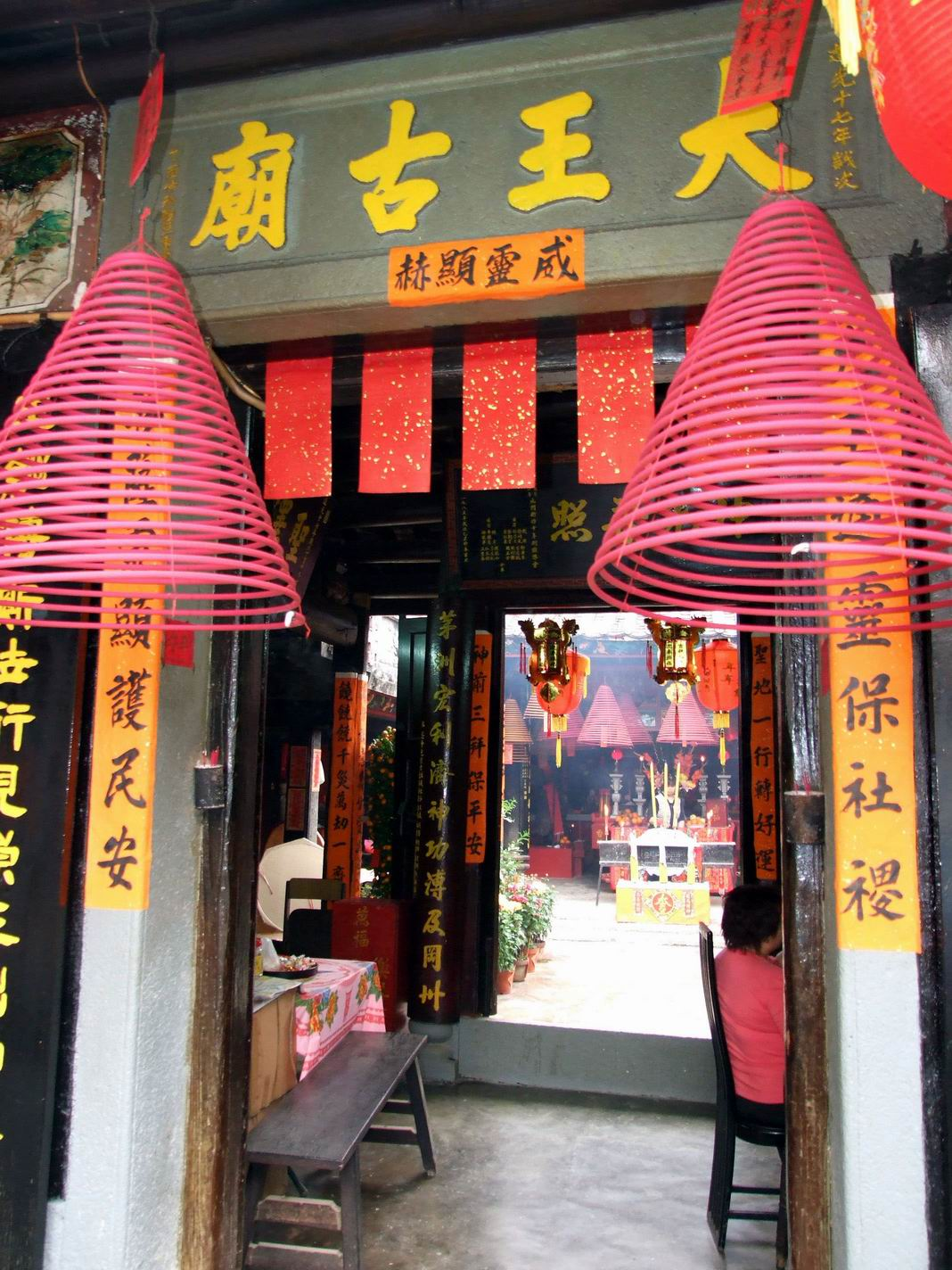
Temple de Tai Wong sur Cheung Shing Street.

L'alliance Tung Tau (東頭約) ou « la Réunion Conjointe du Groupe des Sept Villages » est un regroupement commun de sept villages : Nam Pin Wai, Tung Tau Tsuen, Tsoi Uk Tsuen, Ying Lung Wai, Shan Pui Tsuen, Wong Uk Tsuen et Tai Wai Tsuen. Le temple Yi-Shing situé à Wong Uk Tsuen (voir ci-dessous) est un temple conjoint aux villages de l'alliance Tung Tau.

## Monuments
- Cheung Shing Street (長盛街) était l'une des rues les plus animées du marché. Elle sépare les villages de Nam Pin Wai et de Sai Pin Wai. Deux autres rues remarquables, Lee Yick Street (利益街) et Wine Street (酒街) sont connectées à Cheung Shing Street. Les trois rues formaient le cœur du marché.
- Nam Mun Hau (南門口, littéralement : « La bouche de la Porte Sud ») est une zone située au sud de Cheung Shing Street, à côté de l'ancienne porte sud (Nam Mun; 南門). Des bateaux étaient ancrés à la berge d'une branche de la rivière Shan Pui afin qu'ils puissent commercer avec les visiteurs du marché. Plusieurs magasins étaient présents dans cette zone.

### Les temples

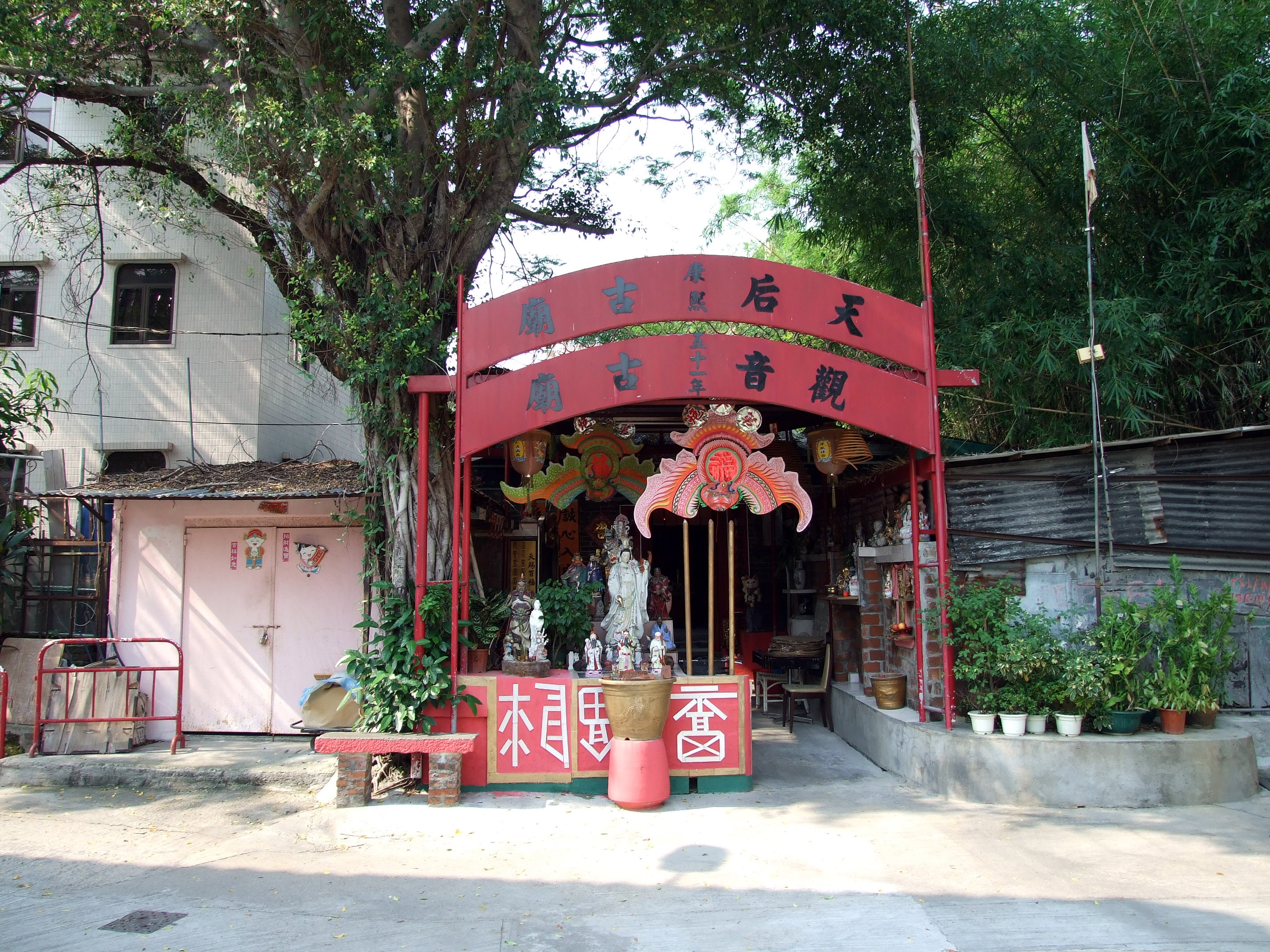
Entrée des temples Kwun Yam et Tin Hau dans le village de Tung Tau Tsuen.

- Le temple Wong Tai (大王古廟), un Monument Historique de Niveau I[5] de Cheung Shing Street, a probablement été construit entre 1662 et 1722. Temple principal du village de Nam Pin Wai ainsi que de Yuen Long Kau Hui[6]. Il a été bati pour le culte de Hung Shing et Yeung Hau[7]. Il était non seulement un lieu de résolution des conflits et de négociation pour les locaux[8] mais il avait également servi de yamen.
- Le temple Yuen Kwan Tai Yi (玄關二帝廟), un Monument Historique de Niveau II a probablement été construit en 1714 à Cheung Shing Street. Communément appelé temple de Pak Tai, il est dédié aux dieux Pak Tai et Kwan Tai et sert de lieu de réunion entre villageois.
- Le temple de Kwun Yam (觀音古廟) est un Monument Historique de Niveau II construit dans le village de Tung Tau Tsuen en 1712. Sa partie avant est connectée avec le temple Tin Hau de telle sorte qu'ils sont considérés comme une structure religieuse de nature complexe. Deux statues de Nio sont érigées en face de l'autel de Kwun Yam, comme celles de ses gardes. Sur la gauche de l'alcôve se trouve une statue du Dieu de la Richesse (財帛星君) à des fins cultuelles.
- Le temple Yi Shing (二聖宮) est un monument du village de Wong Uk Tsuen communément appelé temple de Wong Tai, érigé pour le culte des divinités Hung Shing et Yeung Hau. Bien que la date de construction reste inconnue, une rénovation a été réalisée en 1924. Il sert toujours de temple commun de l'Alliance Tung Tau formée par les sept villages autour du village de Tai Wai Tsuen. À l'époque, le temple était une société de crédit qui opérait pour les villages de l'alliance[9].

### Les autres monuments

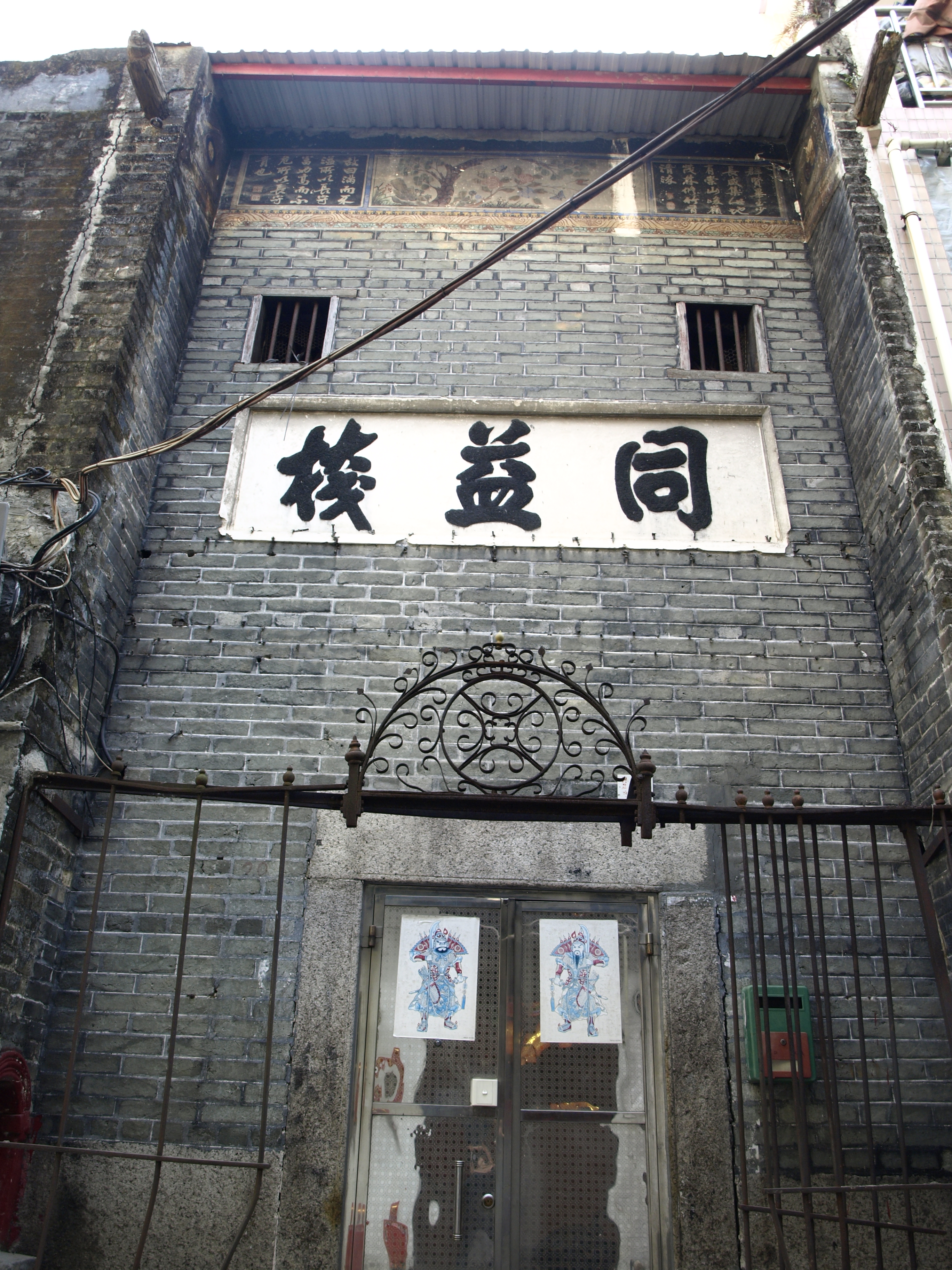
Tung Yick Store

- Chun Yuen Ngat (晉源押) est une ancienne boutique de prêteur sur gages au no 72 de Cheung Shing Street qui a été fondée par Tang Lim-ming (鄧廉明) du clan des Tang et le père de Tang Pui-king (鄧佩瓊). À l'origine, la boutique était située à Lee Yick Street puis elle a été délocalisée à son emplacement actuel au cours des années 1910. Elle était ouverte jusqu'à la Seconde Guerre mondiale, lorsque l'activité de son marché a décliné.
- Tung Yick Store (同益棧), au no 20 et 21 de Lee Yick Street, est une ancienne auberge pour les marchands ambulants provenant d'autres villages. L'année exacte de sa construction reste inconnue, mais on pense qu'elle existait avant 1899.
- Le porche d'entrée de Tai Wai Tsuen qui à l'origine était construit vers le début du XVIe siècle, a été reconstruit en 1911. Il est l'un des lieux de culte du Dieu de la Terre.
- Lam Ancestral Hall (林氏家祠), au no 157 de Shan Pui Tsuen, a probablement été construit au XIXe siècle[10]. Le bâtiment a été utilisé pour abriter les salles de classe d'une école primaire du village entre les années 1930 et 1960, ainsi que celles d'une école maternelle en 1967-1968[11].
- On peut trouver des maisons de commerce (tong-lau) du début du XXe siècle à Nam Mun Hau (no 33-35) à Lee Yick Street (no 3a).

## Transport
Le quartier est accessible par la Station de Métro de Yuen Long (réseau MTR) Sortie A/B.